# Lista de primeiros-ministros de Madagáscar
Atualmente o o chefe de governo de Madagáscar é o primeiro-ministro. Durante o período da monarquia do século XIX, entre 1883 e 1897, também existiu a figura do primeiro-ministro.
Esta é a lista dos primeiros-ministros de Madagáscar após 1833.

## Primeiros-ministros de Madagáscar
| №                                                               | Retrato                         | Nome                                               | Mandato                                      | Mandato                                        | Partido                         | Chefe de Estado                                       |
| Reino de Madagáscar (1828-1897)                                 | Reino de Madagáscar (1828-1897) | Reino de Madagáscar (1828-1897)                    | Reino de Madagáscar (1828-1897)              | Reino de Madagáscar (1828-1897)                | Reino de Madagáscar (1828-1897) | Reino de Madagáscar (1828-1897)                       |
| --------------------------------------------------------------- | ------------------------------- | -------------------------------------------------- | -------------------------------------------- | ---------------------------------------------- | ------------------------------- | ----------------------------------------------------- |
| 1                                                               |                                 | Andriamihaja (Ministro-chefe) (????-1833)          | 1828                                         | 1833                                           | Nenhum (Independente)           | Ranavalona I                                          |
| 2                                                               |                                 | Rainiharo (Ministro-chefe) (????-1852)             | 1833                                         | 10 de fevereiro de 1852                        | Nenhum (Independente)           | Ranavalona I                                          |
| 3                                                               |                                 | Rainivoninahitriniony (Ministro-chefe) (1821-1868) | 10 de fevereiro de 1852                      | 14 de julho de 1864 (Deposto)                  | Nenhum (Independente)           | Ranavalona I Radama II Rasoherina                     |
| 4                                                               |                                 | Rainilaiarivoni (Ministro-chefe) (1828-1896)       | 14 de julho de 1864                          | 14 de outubro de 1895 (Deposto)                | Nenhum (Independente)           | Rasoherina Ranavalona II Ranavalona III               |
| 5                                                               |                                 | Rainitsimbazafy (Ministro-chefe) (1864-1895)       | 15 de outubro de 1895                        | Setembro de 1896 (Deposto)                     | Nenhum (Independente)           | Ranavalona III                                        |
| 6                                                               |                                 | Rasanjy (Ministro-chefe) (1851-1918)               | Setembro de 1896                             | Fevereiro de 1897                              | Nenhum (Independente)           | Ranavalona III                                        |
| Cargo Abolido (Fevereiro de 1897 - 27 de maio de 1957)          |                                 |                                                    |                                              |                                                |                                 |                                                       |
| Madagáscar Francês (1957-1958)                                  |                                 |                                                    |                                              |                                                |                                 |                                                       |
| 7                                                               |                                 | Philibert Tsiranana (1912-1978)                    | 27 de maio de 1957                           | 14 de outubro de 1958                          | PSD                             | René Coty                                             |
| República Malgaxe (1958-1959)                                   |                                 |                                                    |                                              |                                                |                                 |                                                       |
| (7)                                                             |                                 | Philibert Tsiranana (1912-1978)                    | 14 de outubro de 1958                        | 1 de maio de 1959                              | PSD                             | René Coty Charles de Gaulle                           |
| Cargo Abolido (26 de junho de 1960 - 18 de maio de 1972)        |                                 |                                                    |                                              |                                                |                                 |                                                       |
| 8                                                               |                                 | Gabriel Ramanantsoa (1906-1979)                    | 18 de maio de 1972                           | 5 de fevereiro de 1975 (Deposto)               | Nenhum (Militar)                | Ele mesmo                                             |
| Cargo Abolido (5 de fevereiro de 1975 - 30 de dezembro de 1975) |                                 |                                                    |                                              |                                                |                                 |                                                       |
| República Democrática de Madagáscar (1972-1975)                 |                                 |                                                    |                                              |                                                |                                 |                                                       |
| Cargo Abolido (30 de dezembro de 1975 - 11 de janeiro de 1976)  |                                 |                                                    |                                              |                                                |                                 |                                                       |
| 9                                                               |                                 | Joel Rakotomalala (1929-1976)                      | 11 de janeiro de 1976                        | 30 de julho de 1976 (Morreu no cargo)          | AREMA                           | Didier Ratsiraka                                      |
| 10                                                              |                                 | Justin Rakotoniaina (1933-2001)                    | 12 de agosto de 1976                         | 1 de agosto de 1977                            | AREMA                           | Didier Ratsiraka                                      |
| 11                                                              |                                 | Désiré Rakotoarijaona (n.1934)                     | 1 de agosto de 1977                          | 12 de fevereiro de 1988                        | Nenhum (Militar)                | Didier Ratsiraka                                      |
| 12                                                              |                                 | Victor Ramahatra (n.1945)                          | 12 de fevereiro de 1988                      | 8 de agosto de 1991                            | Nenhuma (Militar)               | Didier Ratsiraka                                      |
| 13                                                              |                                 | Guy Razanamasy (1928-2011)                         | 8 de agosto de 1991                          | 12 de setembro de 1991                         | AREMA                           | Didier Ratsiraka                                      |
| Terceira República (1992-2009)                                  |                                 |                                                    |                                              |                                                |                                 |                                                       |
| (13)                                                            |                                 | Guy Razanamasy (1928-2011)                         | 12 de setembro de 1991                       | 9 de agosto de 1993                            | AREMA                           | Didier Ratsiraka (1991-1993) Albert Zafy (1993)       |
| 14                                                              |                                 | Francisque Ravony (1942-2003)                      | 9 de agosto de 1993                          | 30 de outubro de 1995                          | CSDDM                           | Albert Zafy                                           |
| 15                                                              |                                 | Emmanuel Rakotovahiny (1938-2020)                  | 30 de outubro de 1995                        | 28 de maio de 1996                             | CSDDM                           | Albert Zafy                                           |
| 16                                                              |                                 | Norbert Ratsirahonana (n.1938)                     | 28 de maio de 1996                           | 21 de fevereiro de 1997                        | AVI                             | Ele mesmo                                             |
| 17                                                              |                                 | Pascal Rakotomavo (1934-2010)                      | 21 de fevereiro de 1997                      | 23 de julho de 1998                            | AREMA                           | Didier Ratsiraka                                      |
| 18                                                              |                                 | Tantely Andrianarivo (n.1954)                      | 23 de julho de 1998                          | 31 de maio de 2002                             | AREMA                           | Didier Ratsiraka                                      |
| 19                                                              |                                 | Jacques Sylla (1946-2009)                          | 31 de maio de 2002 (26 de fevereiro de 2002) | 20 de janeiro de 2007                          | Nenhuma (Independente)          | Marc Ravalomanana                                     |
| -                                                               |                                 | Jean-Jacques Rasolondraibe (n.1947)                | 31 de maio de 2002                           | 5 de julho de 2002                             | AREMA                           | Didier Ratsiraka                                      |
| 20                                                              |                                 | Charles Rabemananjara (n.1947)                     | 20 de janeiro de 2007                        | 17 de março de 2009 (Deposto)                  | TIM                             | Marc Ravalomanana                                     |
| Alta Autoridade Transitória (2009-2014)                         |                                 |                                                    |                                              |                                                |                                 |                                                       |
| 21                                                              |                                 | Monja Roindefo (n.1965)                            | 17 de março de 2009 (7 de fevereiro de 2009) | 13 de outubro de 2009 (13 de novembro de 2009) | MONIMA                          | Andry Rajoelina                                       |
| 22                                                              |                                 | Eugène Mangalaza (n.1950)                          | 10 de outubro de 2009                        | 18 de dezembro de 2009                         | Nenhum (Independente)           | Andry Rajoelina                                       |
| -                                                               |                                 | Cécile Manorohanta                                 | 18 de dezembro de 2009                       | 20 de dezembro de 2009                         | TGV                             | Andry Rajoelina                                       |
| 23                                                              |                                 | Albert Camille Vital (n.1952)                      | 20 de dezembro de 2009                       | 2 de novembro de 2011                          | Nenhum (Independente)           | Andry Rajoelina                                       |
| 24                                                              |                                 | Omer Beriziky (n.1950)                             | 2 de novembro de 2011                        | 14 de abril de 2014                            | LEADER-Fanilo                   | Hery Rajaonarimampianina                              |
| Quarta República (2014-presente)                                |                                 |                                                    |                                              |                                                |                                 |                                                       |
| 25                                                              |                                 | Roger Kolo (n.1943)                                | 16 de abril de 2014                          | 17 de janeiro de 2015                          | Nenhum (Independente)           | Hery Rajaonarimampianina                              |
| 26                                                              |                                 | Jean Ravelonarivo (n.1959)                         | 17 de janeiro de 2015                        | 10 de abril de 2016                            | Nenhum (Independente)           | Hery Rajaonarimampianina                              |
| 27                                                              |                                 | Olivier Mahafaly Solonandrasana (n.1964)           | 10 de abril de 2016                          | 6 de junho de 2018                             | Nenhum (Independente)           | Hery Rajaonarimampianina                              |
| 28                                                              |                                 | Christian Ntsay (n.1961)                           | 6 de junho de 2018                           | Presente                                       | Nenhum (Independente)           | Rivo Rakotovao (2018) Andry Rajoelina (2018-presente) |